# Insigne de pilote (Wehrmacht)
L’insigne de pilote (en allemand : Flugzeugführerabzeichen) est une marque distinctive militaire allemande du Troisième Reich, mis en place le 12 août 1935 par le Commandant en chef de la Luftwaffe Hermann Göring et remis à tous les membres ayant obtenu leur licence de pilote à l'issue de leur période de formation.

## Description
L'insigne a été fabriqué en nickel ou tombac argenté, et plus tard, en alliage ou en zinc. Quelques modèles de la première série ont été réalisés en aluminium avant la pénurie de matières premières.

De forme ovale, haut de 53 mm et large de 42 mm pour une épaisseur de 2,5 mm, l'insigne représente un aigle vu de face avec sa tête orientée à droite et avec ses ailes déployées tenant dans ses serres une Svastika (croix gammée) reposant sur sa partie inférieure sur l'intérieur d'une couronne composée à droite d'une demi couronne de feuilles de chêne et à gauche d'une demi couronne de lauriers.
Il existe également une version brodée sur tissus de la couleur des vêtements de la Luftwaffe : le gris-bleu avec distinction de grade. Pour les officiers, la couronne est en fil d'argent, l'aigle en fil argent oxydé et la svastika en fil d'aluminium. Pour les grades inférieurs, l'insigne est en fil gris.
La remise de l'insigne se fait dans une boîte recouverte de soie bleue avec intérieur de velours bleu et est accompagné d'un diplôme en papier.

## Port

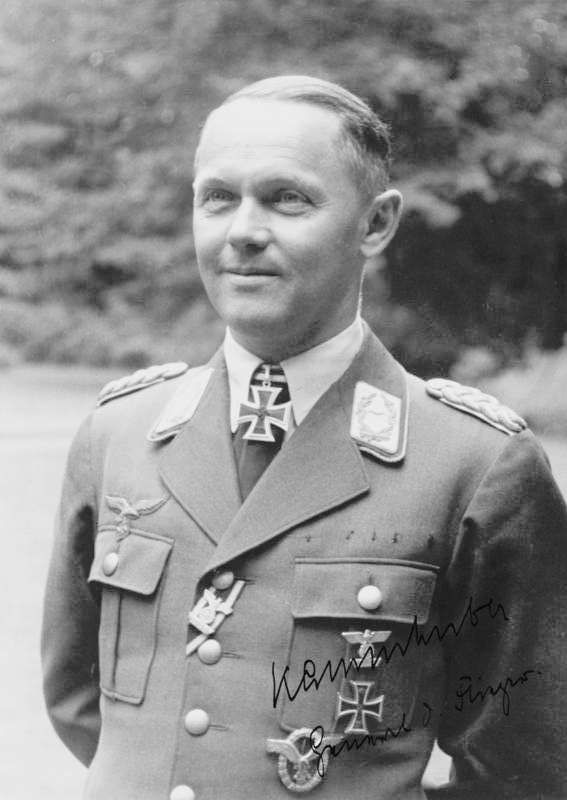
Josef Kammhuber : exemple de port de l'insigne de pilote.

L'insigne se porte sur la partie inférieure de la poche de poitrine gauche de la tunique de service, sous la croix de fer première classe en cas d'attribution de cette dernière.

## Après-guerre
Conformément à la Loi sur les titres, ordres et décorations du 26 juillet 1957, le port de l'insigne de pilote dans la version du Troisième Reich dans la République fédérale d'Allemagne a été autorisé, à condition que la croix gammée soit enlevée.

## Voir également
- Liste d'ordres civils et militaires
- Liste des devises d'ordres civils et militaires
- Médaille
- Ordre militaire
- Phaléristique

### Sources
- (de) Cet article est partiellement ou en totalité issu de l’article de Wikipédia en allemand intitulé « Flugzeugführerabzeichen (Wehrmacht) » (voir la liste des auteurs).

### Littérature
- (en) Kurt Gerhard Klietmann: Honors of the German Reich 1936 - 1945, Stuttgart 1981,  (ISBN 3-87943-689-4)
- François de Lannoy, Ordres & décorations de la Wehrmacht : 1933-1945, Antony, ETAI, 2011, 175 p. (ISBN 978-2-726-89534-4, OCLC 779703569)